# Шеелит
Шеелитът е калциево-волфрамов минерал, с обща формула CaWO4. Представлява важна суровина за добиването на химичния елемент волфрам. Добре оформени кристали от шеелит често се колекционират, а шлифовани кристали без дефекти се продават като полускъпоценни камъни. Шеелитът може да бъде получен изкуствено посредством процес на Чохралски, а материалът който се получава може да замени диаманти в употребата им като осцилатори, или като материал при производството на лазери.

## История
Шеелитът е описан за пръв път през 1821 година от залежи по високите части на планинината Биспбери (Bispberg), разположена близо до Сетер, лен Даларна в Швеция. Наименован е в чест на шведския химик от 18 век Карл Вилхелм Шееле .

## Свойства
Кристалнатата му решетка е тетрагонална, но на външен вид прилича на двойна пирамидален псевдоокдаедър. Шеелитът е оцветен в златисто жълто, в зелено-кафяво до тъмно кафяво, в розово до сиво-червено, в оранжево или да бъде безцветен. Представлава полупрозрачен или прозрачен кристал, чиито повърхност е сияеща и бляскава. Относителната му плътност е между 5,9 и 6,1, а твърдостта по скалата на Моос е между 4,5 и 5 . Освен псевдооктаедрични, кристалите на шеелита могат да бъдат цилиндрични, тръбовидни или грануларни. Друзи от шеелит са крайно редки и могат да се открият почти единствено в Зинвалд, Чехия.
Шеелитът флуоресцира, при облъчване с късовълнова ултравиолетова светлина, като цветът на сиянието е ярко син. При наличие на примеси от молибден, флуоресценцията може да има зелен оттенък.